# Mengkofen
Mengkofen är en kommun och ort i Landkreis Dingolfing-Landau i Regierungsbezirk Niederbayern i förbundslandet Bayern i Tyskland.